# Ясенівка (Брянська область)
Ясенівка (рос. Ясеновка) — присілок в Климівському районі Брянської області Російської Федерації.
Населення становить 59 осіб. Входить до складу муніципального утворення Чолховське сільське поселення.

## Історія
Населений пункт розташований у межах українського етно-культурного регіону Стародубщини.
Від 2005 року входить до складу муніципального утворення Чолховське сільське поселення.

## Населення
| 2010 | 2013 |
| ---- | ---- |
| 64   | ↘59  |